# Epitacio Huerta
José Epitacio Desiderio Huerta Solorio (Cótiro, Coeneo, Michoacán; 22 de mayo de 1827-Coeneo, Michoacán; 23 de octubre de 1904) fue agricultor, militar y gobernador de Michoacán de 1858 a 1862. 
Nació en el rancho familiar, junto al villorrio de Cótiro, en donde desarrolló su infancia y juventud, apegado a las labores agrícolas.
Junto a Rafael Salinas y Domingo Herrera se levantó en armas el 6 de mayo de 1854 en Coeneo (Michoacán), en apoyo del Plan de Ayutla en contra del gobierno de Antonio López de Santa Anna. Epitacio Huerta ya había participado en contra la invasión de los Estados Unidos de América en 1846, alcanzando el grado de teniente. En 1854 el General Juan Álvarez jefe de la Revolución de Ayutla, reconoció los grados militares de Huerta y lo nombró coronel. Posteriormente se le otorgó el grado de general de brigada. Para principios de 1855 ya tenía tomados los municipios de Santa Clara, La Huacana, Parácuaro, Tancítaro, La Piedad, Purépero, Tlazazalca, Zacapu, Valle de Santiago y Zapotlán el Grande, extendiendo su fama militar.

## El golpe y la guerra
Aún bajo la presidencia de Ignacio Comonfort, Huerta juega un papel importante en el equilibrio de fuerzas del país.
Sucede una rebelión conservadora contra la nueva Constitución que, el 8 de octubre de 1857 había abierto sesión del Primer Congreso Constitucional. En un país dividido en tres partidos, el conservador, el liberal moderado y el liberal radical, dicha constitución amenazaba con terminar con todo orden tendiente al conservadurismo y al liberalismo moderado. Por tanto, Tomás Mejía, Miguel Miramón y Luis G. Osollo (este último ya se había levantado anteriormente con Antonio de Haro y Tamariz contra el gobierno de Comonfort) movilizan sus fuerzas.
Tomás Mejía desciende de la Sierra Gorda y toma Querétaro el 2 de noviembre de 1857.
Manuel Doblado moviliza la Guardia Nacional y logra retirar a Mejía hacia la Sierra, pero a la vez el presidente recibe rumores de que Miramón y Osollo se encuentran en la Ciudad de México para preparar el golpe desde la capital. Ante este clima de inestabilidad, Comonfort se empieza a plantear la posibilidad de derogar la Constitución y se entrevista en el Palacio Arzobispal de Tacubaya con Félix Zuloaga, preparando el autogolpe con el que iniciaría la Guerra de Reforma.
Así mismo Comonfort logra el apoyo del liberal moderado Juan José Baz entonces el diputado más importante del Estado de México y exgobernador del Distrito Federal, hombre muy influyente sobre los moderados que tenían control sobre Veracruz, Yucatán y México, del moderado, tendiente al conservadurismo, exsecretario de Hacienda Manuel Payno, del gobernador de Jalisco Anastasio Parrodi, moderado también, y del general conservador Miguel María de Echegaray, encargado de la plaza de Puebla.
Sorprendentemente del que menos se esperaba su negativa, el general Huerta, quien tenía dominio total de las fuerzas de Michoacán, fue de quién más sonó.
Es él quien se niega a apoyar el plan y eleva el nivel de tensión al dar a conocer al Congreso Constitucional las cartas que Zuloaga, con posdata de Payno, le había mandado para convencerlo, revelando los planes del golpe contra el Congreso y la Constitución.  Con el escándalo en ciernes, el Congreso hace llamar a los ministros de Gobernación Benito Juárez y Guerra José García Conde para que informase los movimientos que estaba haciendo Comonfort para enfrentar a Zuloaga, mientras Juarez (que había sido integrado al ejecutivo como ministro de Gobernación el 3 de noviembre) esperaba que Comonfort se retractase y Baz intentaba convencer a los diputados con el respaldo de Veracruz de que era conveniente el plan de posponer el cambio de constitución.
Al saber que todo estaba al descubierto, Comonfort procede a ejecutar el plan y el 17 de diciembre de 1857 dispara 21 salvas como señal a Zuloaga para indicar que procediese a tomar la capital, cierra el Congreso y manda a arrestar a Benito Juárez junto con el presidente de la cámara, Isidoro Olvera, y los diputados Simón de la Garza Melo y Francisco Banuet. Es así que se da inicio al conflicto que se quería evitar.
Tras la dimisión de Comonfort, fue entonces que en Juárez recae la presidencia. Juárez huye con su gobierno a Guanajuato, el estado al norte de Michoacán. Es ahí donde Huerta se convierte en uno de los principales sostenes del esfuerzo bélico.

## Gubernatura
El 15 de febrero de 1858 relevó de la titularidad del Ejecutivo michoacano al médico Miguel Silva Macías, quien a su vez había sustituido en ese cargo a Santos Degollado, gobernador constitucional. Este último ya no retornó a esas funciones en virtud de que se incorporó al gabinete del presidente Benito Juárez en la cartera de Guerra.
Ejerció estas atribuciones como gobernador hasta mayo de 1861, cuando fue elegido como gobernador constitucional.
La gubernatura de Huerta está marcada por la inestabilidad y la guerra.
La administración huertista enfrentó con firmeza a los enemigos político-militares aglutinados en el bloque conservador que estalló ese conflicto con base en la tesis del Plan de Tacubaya. Al mismo tiempo, el general Huerta sostuvo una confrontación casi permanente con grupos y actores al interior del partido liberal, de los que fueron cabezas visibles personajes como el abogado Justo Mendoza (quien posteriormente sería gobernador), Anselmo Argueta y Manuel Menocal.
El inicio de la actuación del general Huerta al frente del gobierno de Michoacán tuvo lugar en los días posteriores a la promulgación de la segunda Constitución del estado, cuyos lineamientos se apegaron a lo normado por la Constitución Federal de 1857. Sin embargo, las circunstancias propiciadas por 
el desarrollo de la Guerra de Reforma inhibieron el cumplimiento de ese documento, y la administración estatal debió 
emplear las atribuciones extraordinarias que le otorgó la legislatura local, a fin de hacer factible su actuación y contribuir al esfuerzo bélico que desplegaba el bloque político-militar liberal en control del Estado de Michoacán contra el poder federal bajo la presidencia de Félix Zuloaga.
Al momento de estallar la Guerra de Reforma y el ascenso poco después al Ejecutivo local del general Epitacio Huerta, en Michoacán se procuraba, en la medida que las circunstancias lo permitían, la concreción de la legislación liberal que se había 
emitido desde el tiempo posterior al triunfo del Plan de Ayutla. 
De tal suerte que, además de lo estipulado en la Constitución Federal, se atendió en el tiempo previo lo mandatado en la Ley para la Creación de Tribunales Civiles y Penales con carácter Distrital y Territorial, más conocida como “Ley Juárez”, del 25 
de noviembre de 1855. De igual manera, se cumplimentaba lo consignado en la Ley de Desamortización de Fincas Rústicas y Urbanas Propiedad de Corporaciones Civiles y Eclesiásticas o "Ley Lerdo", del 25 de junio de 1856.
Ya anteriormente, el 30 de diciembre de 1857 el gobernador Santos Degollado había impuesto al cabildo diocesano un préstamo forzoso de 100,000 pesos. 
El gobernador Epitacio Huerta, con el frecuente uso de la coacción física, implementó actos de gobierno para allegarse de recursos económicos tanto para mantener el funcionamiento de las áreas esenciales de la administración estatal, para fundar proyectos de educación que reemplazaran o compitieran con la educación católica y para contribuir en el esfuerzo de guerra que desplegaba el ejército liberal al mando del general y exgobernador de Michoacán, Santos Degollado en contra 
de sus antagonistas conservadores. 
Este proceder llevó al gobierno huertista a entrar en abierta confrontación tanto con el obispo Clemente de Jesús Munguía como con el grueso del cabildo diocesano, principalmente los canónigos Ramón Camacho y José Guadalupe Romero y con buena parte del presbiterio, así como con los segmentos sociales vinculados a la Iglesia. Estos actores sociales fueron atacados con medidas como la confiscación de capitales y rentas, instituciones educativas y otros espacios de sociabilidad, que habían permanecido hasta entonces al margen del influjo y del efectivo control del 
Estado laico.
Para asegurarse el control efectivo de los bienes que eran objeto de enajenación, con base en lo estipulado en la Ley Lerdo, la administración huertista ordenó el 6 de julio de 1858 que “las fincas de corporaciones civiles o eclesiásticas que aún no hubieran sido adjudicadas, y las que les hayan sido devueltas o se devolvieren después de hecha la enajenación, quedan bajo 
la administración del gobierno mientras pasan al dominio de 
particulares”.
Ante la endémica carencia de recursos económicos para equilibrar las acciones militares frente a sus antagonistas conservadores, el gobierno del general Huerta debió desplegar nuevas medidas para acotar las maniobras retardatarias del clero y sus aliados. En ese tenor, el 17 de marzo de 1859 fue promulgado el decreto 61, “para atender el estado a los gastos militares, por la guerra que sostiene la reacción contra el gobierno legítimo”. Se dispuso que se consignara en favor del erario estatal el 3% de todo el capital de jurisdicción eclesiástica, quedando el resto a favor de 
los objetos a que estuviera originalmente destinado. Esto significaba que capellanías, comunidades, religiosas, cofradías, corporaciones eclesiásticas, hospitales y seminarios, todas las rentas e ingresos para mantenerlas quedaban bajo supervisión y bajo ese impuesto especial.
En el artículo segundo se estableció con la debida claridad que se exceptuaban 
de los efectos de esta ley los réditos de capitales destinados a la 
instrucción primaria.
Para sustentar ideológicamente el proyecto, algunos de los bienes incautados y vendidos fueron usados para fundar un Instituto de Ciencias en Pátzcuaro, una Escuela Agrícola en Zamora, y la asignación de becas para el Colegio de San Nicolás y el fomento de la Enseñanza Primaria laica.
El gobierno del general Huerta expropió el 24 de noviembre de 1858 el Real Hospital de San Juan de Dios, argumentando:
...uno de los principales deberes de un gobierno democrático es, vigilar de una manera directa por el alivio de la humanidad doliente; Segundo: que en consecuencia tiene la estrecha obligación de proteger especialmente todos los establecimientos de caridad y beneficencia pública para aliviar al pueblo en cuanto le sea posible; Tercero que los hospitales son uno de los principales establecimientos en que se administra la caridad y que el de San Juan de Dios de esta capital se encuentra sumamente reducido y abandonado a consecuencia de la escasez en que dice el venerable Cabildo se hallan los fondos de dicho establecimiento. Cuarto que los bienes eclesiásticos están destinados en su mayor parte para el alivio de los pobres, conforme la institución divina del cristianismo y a las disposiciones más terminantes de los sagrados cánones.
A partir de entonces el edificio del hospital paso a manos de la Inspección General de Beneficencia Pública y más tarde se reabrió el hospital en el que fuera el Convento de las Capuchinas, diez cuadras al sur.
A través de la circular del 18 de junio de 1859, apenas once días antes del decreto juarista que secularizaba y ponía en manos de las autoridades civiles los cementerios y los camposantos, se dispuso que en Michoacán en ese tipo de inmuebles únicamente “se inhumaran obispos, priores, maestros, comendadores, prelados, así como hombres ricos y piadosos”.
Apenas hubo llegado noticia de la promulgación de la Ley de Nacionalización de Bienes Eclesiásticos, emitida el 12 de julio de 1859 se organizó un evento masivo para exponer su contenido y expectativas de amplio cumplimiento, para que de esa manera el esfuerzo de guerra se inclinara de manera creciente a favor del bando liberal.
La plaza de San José, en el centro de Morelia, fue el escenario en el que se congregaron centenares de los partidarios del gobierno huertista el 7 de agosto de 1859, para escuchar la lectura pública 
al ordenamiento y ratificar la postura del abierto combate a la facción conservadora. 
Esta práctica continuaría y al ser publicada la Ley de Matrimonio Civil se repitió el evento, el 23 de julio de 1859, su aplicación en Michoacán comenzó en forma simultánea a la que disponía la creación del Registro Civil. Desde su inicial vigencia se enfrentaron severas dificultades, sobre todo en lo relacionado con la ancestral y espinosa cuestión del depósito de pretensas a contraer nupcias, en lo que fue habitual la participación de los miembros del clero.  Para inhibir en lo posible esa costumbre, el 26 de enero de 1860, el gobernador Huerta dictó la circular número dos, por medio de la cual ordenó que la autoridad civil correspondiente daría el aviso de rigor al juez del estado civil, y que sería éste quien recibiría en calidad de depósito a las mujeres que contraerían matrimonio, y que en ello no intervendrían en lo sucesivo, bajo ninguna circunstancia, los clérigos y/o actores sociales personeros de éstos.
Las oficinas del Registro Civil se instauraron en un primer momento en las poblaciones más importantes de la entidad, y 
que se encontraban en poder de la facción liberal, como fueron los casos de Morelia, Zamora, Uruapan, Tacámbaro y Zinapécuaro. Al frente de ellas quedaron individuos de reconocida convicción y protagonismo en torno al proyecto jacobino como fue el caso del abogado y poeta Gabino Ortiz Villaseñor, en la capital del estado.
Tuvo una ausencia temporal que se extendió entre el 17 de agosto de 1860 y el 12 de febrero de 1861, habiendo sido sustituido por el coronel Antonio Huerta Solorio, su hermano.

## Guerra y cautiverio
En 1862 marchó hacia Puebla para enfrentar a los franceses.
Al siguiente año se dio la Batalla de Puebla, Epitacio Huerta se desempeñó como inspector general del Ejército de Oriente, resistiendo el sitio de Puebla, duró dos meses de asedio; el 17 de mayo de 1863, el General Jesús González Ortega, optó por la rendición.
Los franceses, apresaron a los soldados mexicanos y los llevaron prisioneros a Francia.
En Francia los prisioneros mexicanos nombraron jefe al general Huerta, quien trató de repatriarlos, pidiéndole ayuda a los líderes liberales, ya que el Gobierno de Benito Juárez, los dejó abandonados.
Epitacio Huerta escribió en París, el 18 de enero de 1865, una carta al ministro de Guerra del gobierno mexicano. “Tengo el honor de poner en el conocimiento de usted la triste situación del resto de los señores oficiales mexicanos que fieles a la causa nacional, sufren en San Sebastián de España las consecuencias de una fuerte miseria, esperando los recursos de su gobierno que les facilitará volver a su país”. No recibieron el apoyo solicitado.
En ese mismo año el presidente Juárez decide prolongar su mandato y Epitacio Huerta responde una carta a Jesús González Ortega, ya para entonces adversario de Juárez, en la que Huerta se inclina por el carácter legal de los cargos y el deber constitucional.
Esto a Benito Juárez le molestó porqué dejaba explícito que nadie debería de exceder el tiempo constitucional, bajo ninguna circunstancia, por lo que Juárez colocó a Epitacio Huerta fuera de los beneficios de la administración juarista.
Huerta se retiró a su rancho en donde murió a la edad de 77 años.